# Borchia (abbigliamento)

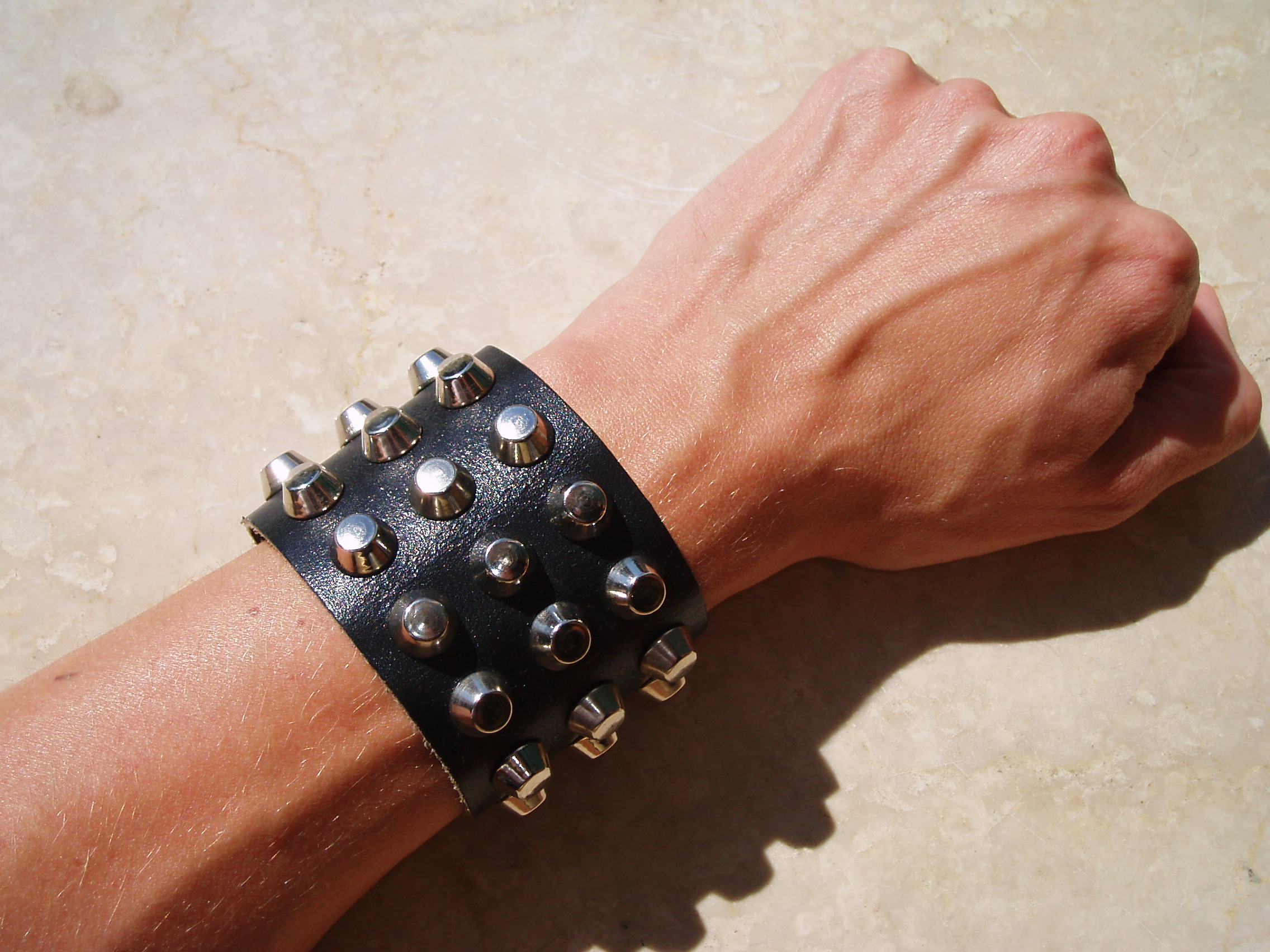
Bracciale con borchie

La borchia è un accessorio d'abbigliamento realizzato in metallo normalmente utilizzato per vestiti o scarpe.
L'uso di borchie è frequente nell'abbigliamento metal, goth e punk, sotto forma di braccialetto e collare con delle punte di ferro a punta o con punta arrotondata.